# Claudio Arrau

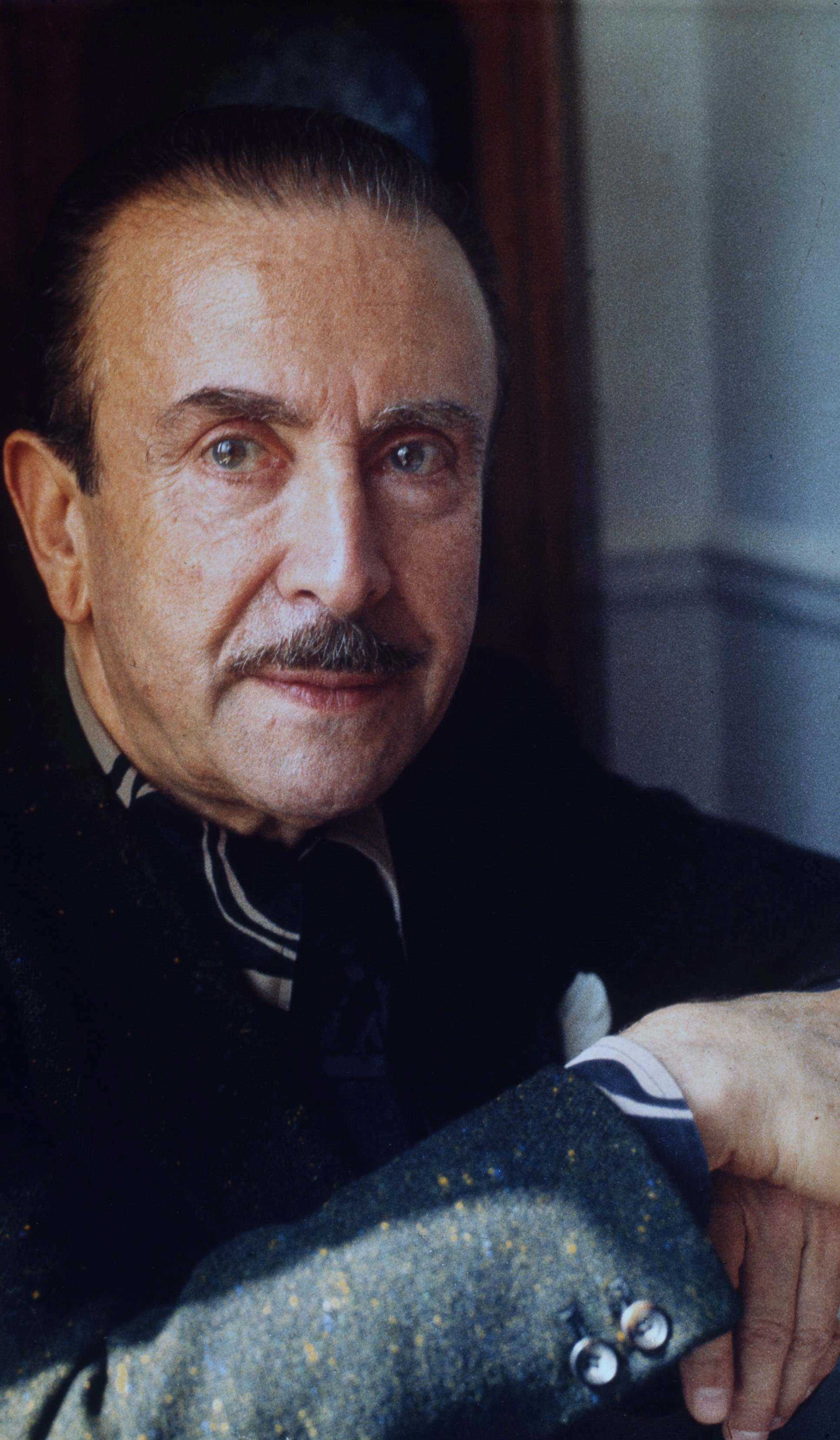
Claudio Arrau (1974)

Claudio Arrau León (* 6. Februar 1903 in Chillán, Chile; † 9. Juni 1991 in Mürzzuschlag, Österreich) war ein chilenischer Pianist. Er war für seine tiefgründige musikalische Interpretation und seine meisterhafte Technik bekannt. Seine umfassende Repertoirebreite erstreckte sich von Barock bis zur zeitgenössischen Musik, und er war insbesondere für seine Aufführungen der Werke Beethovens, Chopins und Liszts bekannt. Arraus Ansatz zur Klaviertechnik und seine pädagogischen Ideen haben Generationen von Pianisten beeinflusst.

## Leben

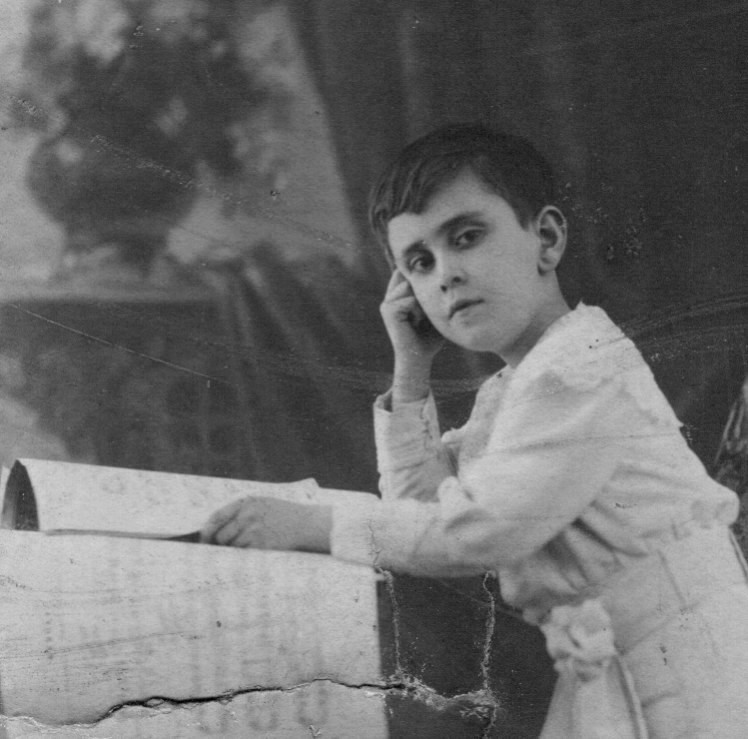
Claudio Arrau als Kind

Claudio Arrau war das jüngste von drei Kindern der Eheleute Carlos Arrau Ojeda und Lucrecia León de Arrau. Seine Mutter, die bei seiner Geburt 43 Jahre alt war, erteilte Klavierunterricht. Sein Vater, der in Chillán als Augenarzt tätig war, kam durch einen Reitunfall ums Leben, als sein Sohn Claudio ein Jahr alt war.
Schon mit fünf Jahren trat Arrau erstmals öffentlich auf. Ein Stipendium der chilenischen Regierung ermöglichte es ihm ab 1913, sein Studium in Berlin am Sternschen Konservatorium fortzuführen. Sein Lehrer Martin Krause, einer der letzten Schüler von Franz Liszt, unterrichtete Arrau nicht nur, sondern ersetzte ihm auch den früh verstorbenen Vater und sorgte dafür, dass Arrau eine umfassende Bildung erhielt. Als Arrau 15 Jahre alt war, verstarb Martin Krause. Aus Respekt gegenüber seinem Lehrer und dessen auf Liszts Lehre gegründetem Unterricht lehnte er jeden anderen Klavierlehrer ab und perfektionierte seine technische und musikalische Meisterschaft von da an allein. Um 1919 begegnete er in Berlin der damals 13-jährigen Pianistin Grete Sultan, mit der ihn eine lebenslange, enge Freundschaft verband. 1920 gab er sein erstes Konzert mit den Berliner Philharmonikern.

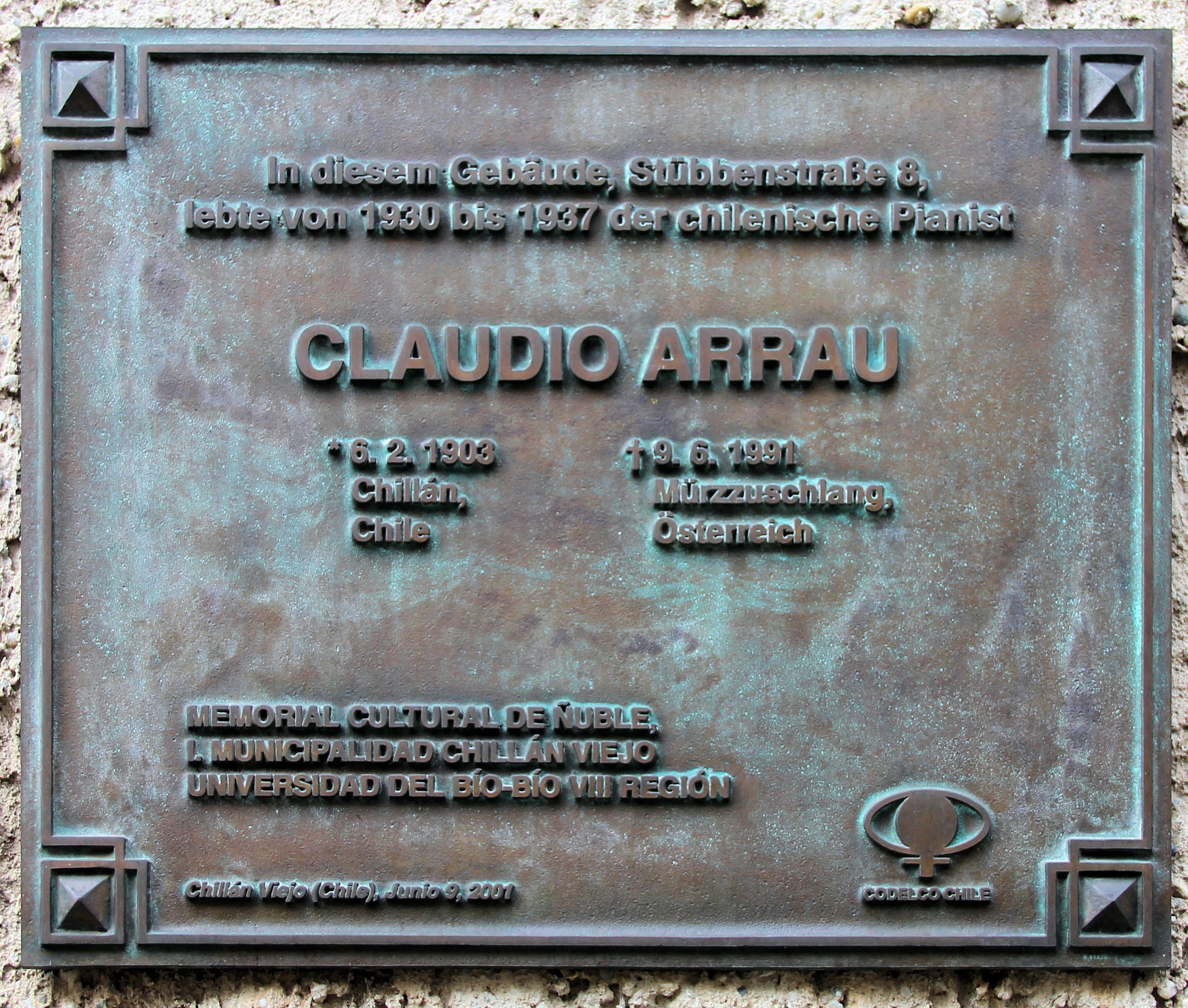
Gedenktafel am Haus Stübbenstraße 8 in Berlin-Schöneberg, wo Arrau von 1930 bis 1937 lebte

Nach einer Amerikatournee 1923/24 geriet Arrau in eine tiefe menschliche und musikalische Krise, die er mit Hilfe des Psychoanalytikers Karl Abraham in Berlin langsam überwand. Von 1925 bis 1940 war er Professor am Stern’schen Konservatorium. In den Jahren 1935 bis 1937 führte er in Konzertreihen das pianistische Gesamtwerk von Bach, Mozart und Schubert auf. 1935 spielte er die Hauptrolle im mexikanischen Spielfilm Sueño de Amor („Liebestraum“) über das Leben Franz Liszts. 1937 heiratete er die Frankfurter Mezzosopranistin Ruth Schneider. Aus der Ehe gingen drei Kinder hervor: Carmen (1938–2006), Mario (1940–1988) und Christopher (* 1959).
Während des Zweiten Weltkriegs (1940/41) emigrierte Arrau in die USA und ließ sich mit seiner Familie im New Yorker Stadtbezirk Queens nieder. In den folgenden Jahrzehnten unternahm er Tourneen in die ganze Welt und gab über 100 Konzerte pro Jahr. Trotz dieses hohen Pensums und der Erarbeitung eines enormen Repertoires beschäftigte sich Arrau neben der Musik mit vielen kulturellen und intellektuellen Themen. Er las auf seinen Konzertreisen viel und eignete sich neben der deutschen Sprache auch Englisch, Französisch und Italienisch an.
1967 rief er in New York die Claudio-Arrau-Stiftung ins Leben, um junge Musiker zu fördern.
In Chile gab er im Zeitraum 1960 bis 1983 nur zwei Klavierabende, beide im Juli 1967 in Santiago. Laut Allan Kozinn lehnte Arrau sowohl den Sozialismus der Regierung von Salvador Allende (1970–1973) ab als auch die nachfolgende Militärdiktatur von Augusto Pinochet (1973–1990) ab. 1983 zeichnete das chilenische Kultusministerium Arrau mit dem Nationalen Kunstpreis aus. 1984 nahm Arrau die Auszeichnung offiziell entgegen. Er beendete seinen Boykott und gab nach 17 Jahren wieder ein Konzert in Chile: Am 12. Mai 1984 trat er mit Klavierkonzerten von Beethoven und Brahms im Opernhaus von Santiago auf. Das Publikum bedankte sich mit 12 Minuten stehendem Applaus und nötigte Arrau, 15-mal auf die Bühne zurückzukehren. Am 15. Mai folgte noch ein Soloabend und am 18. Mai ein außerordentliches Konzert mit zwei Klavierkonzerten von Beethoven in der Kathedrale von Santiago. Am folgenden Tag wurden die Konzerte landesweit im Fernsehen übertragen.
Im April 1988 verlor Arrau seinen Sohn Mario durch einen Verkehrsunfall. Im Juni 1988 spielte Arrau in der Schweiz einige Klaviersonaten von Mozart ein und vollendete damit das fünfzehn Jahre zuvor begonnene Projekt, sämtliche Mozart-Sonaten aufzunehmen. Im April 1989 starb seine Frau Ruth. Im Juni 1989 stürzte Arrau auf der Treppe seines Hauses in New York. Dabei verletzte er sich am rechten Handgelenk und an der Schulter, so dass er keine Konzerte mehr geben konnte. Während seiner Rekonvaleszenz lebte er mehrere Monate bei einem Verwandten im benachbarten Nassau County. Im April 1990 zog er nach München um. Im Oktober 1990 gab er zwei Abschiedskonzerte in Mexiko-Stadt, einmal mit dem städtischen Philharmonischen Orchester unter Luis Herrera de la Fuente, wenige Tage später folgte ein Soloprogramm.

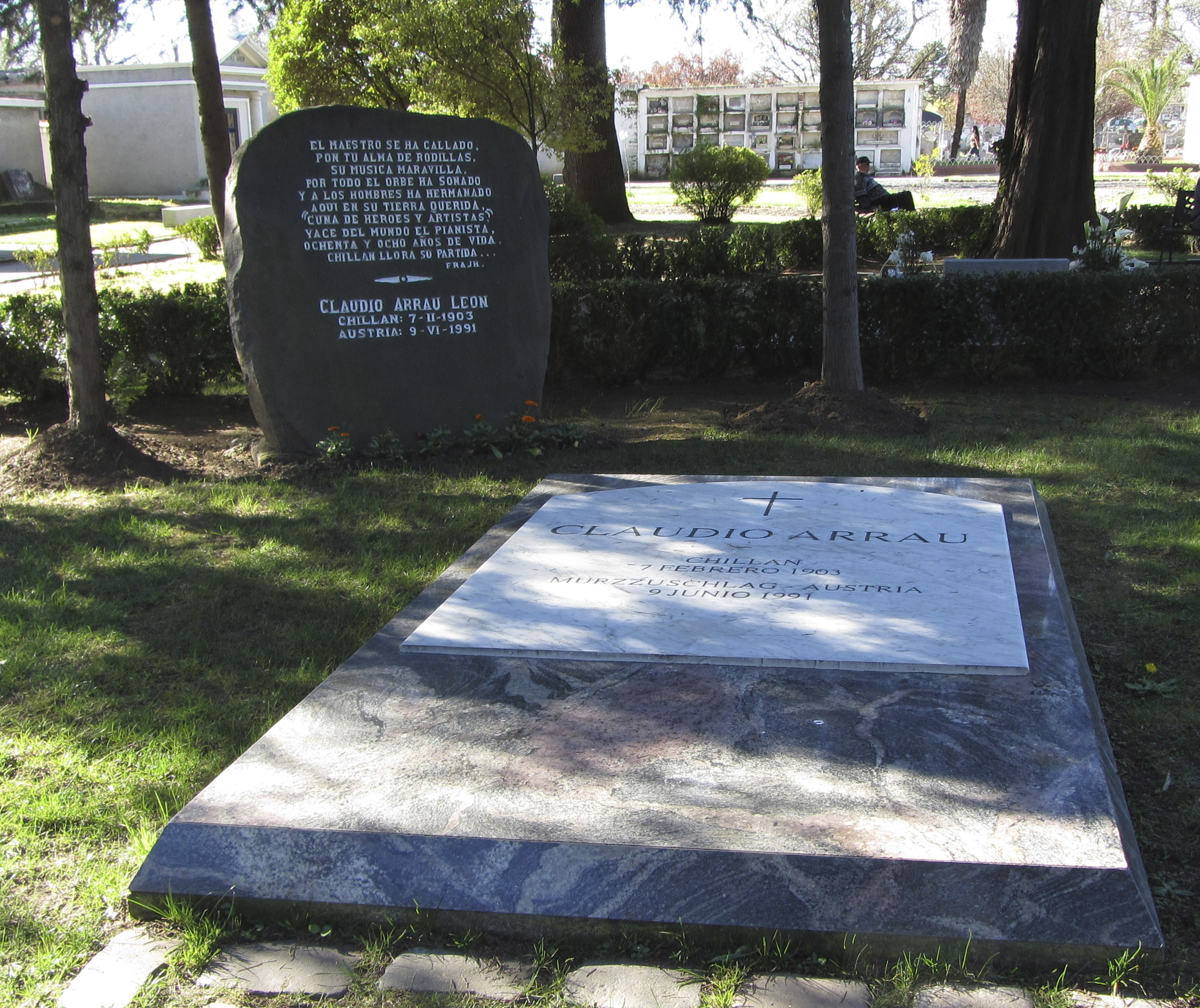
Arraus Grab in Chillán

Im Alter von 88 Jahren begann Arrau mit einer geplanten Einspielung des gesamten Klavierwerks von Johann Sebastian Bach: Im März 1991 nahm er in La Chaux-de-Fonds in der Schweiz vier der sechs Partiten von Bach auf. Dies waren seine letzten Studioaufnahmen. Er wollte am 11. Juni 1991 noch einmal auftreten, um die Eröffnung des Johannes-Brahms-Museums im österreichischen Mürzzuschlag mit Werken von Beethoven, Mozart und Liszt zu würdigen. Für den 14. Juni hatte Arrau einen weiteren Soloabend in Düsseldorf geplant, bei dem ihm Dietrich Fischer-Dieskau die Goldmedaille der Royal Philharmonic Society überreichen sollte. Dazu kam es jedoch nicht mehr. Arrau erlitt in Mürzzuschlag einen Darmverschluss und starb am 9. Juni nach einer Notoperation im dortigen Krankenhaus. Arrau hinterließ zwei Kinder und sechs Enkelkinder. Sein Grab befindet sich in seiner Heimatstadt Chillán in Chile.

## Wirken

### Repertoire
In 80 Jahren Klaviervirtuosentum erarbeitete sich Arrau ein riesiges Repertoire, das klassische wie romantische und impressionistische Komponisten umfasste. Laut Angaben aus dem Jahr 1963 hätte Arraus Repertoire damals schätzungsweise ausgereicht, um 76 Soloabende zu bestreiten, ohne eines der Werke zu wiederholen; hinzu kamen mehr als 60 Werke für Klavier und Orchester. Arrau hatte unter anderem sämtliche Klavierwerke von Bach, Beethoven und Chopin aufgeführt, aber auch Werke von weniger bekannten Komponisten wie Alkan und Busoni.
Arrau war einer der ersten Pianisten, die Gesamtwerke aufführten und aufnahmen. Er war der Meinung, man müsse immer alle Werke eines Zyklus spielen. Beispielsweise kündigte er im Jahr 1965 an: „Ich werde jetzt einen Zyklus mit dem gesamten Klavierwerk von Debussy machen, und dann kommt die Ravel-Serie dran.“ Arrau wollte sich auch auf keine musikalische Epoche festlegen. Ein Musiker habe alle große Musik gut zu interpretieren, und Pianisten, die sich auf eine bestimmte Epoche festlegen, seien Dilettanten. Seine Interpretationen der Beethoven’schen Sonaten sind ebenso berühmt und anerkannt wie seine Aufnahmen der Werke von Franz Liszt und Claude Debussy. Der französische Schriftsteller Julien Green bezeichnete Claudio Arrau als den größten Interpreten der Werke von Robert Schumann.

### Aufnahmen

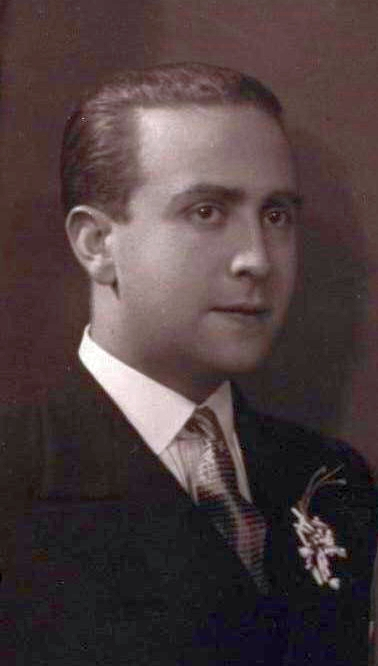
Claudio Arrau (1929)

Aus seinen vielen Aufnahmen ragen folgende heraus:
- Albéniz: Iberia (verschiedene Labels)
- Bach: Goldberg-Variationen (RCA)
- Beethoven: Die 32 Klaviersonaten (Philips Classics)
- Beethoven: Klavierkonzerte Nr. 1–5 mit Sir Colin Davis und der  Staatskapelle  Dresden (Philips Classics)
- Brahms: Klavierkonzerte Nr. 1 und 2  mit Carlo Maria Giulini und dem Philharmonia Orchestra London (EMI)
- Chopin: 24 Études (EMI)
- Chopin: Klavierkonzerte Nr. 1 und 2 mit Eliahu Inbal und dem London Philharmonic Orchestra (Philips Classics)
- Chopin: Nocturnes (Philips Classics)
- Chopin: Walzer (Philips Classics)
- Chopin: 26 Préludes, 4 Impromptus (Philips Classics)
- Debussy: Préludes (Philips Classics)
- Grieg · Schumann: Klavierkonzerte mit Sir Colin Davis und dem Boston Symphony Orchestra (Philips Classics)
- Liszt: Klaviersonate in h-Moll (Philips Classics)
- Liszt: Etudes d’exécution transcendante (Philips Classics)
- Mozart: Die Klaviersonaten (Philips Classics)
- Schumann: u. a. Carnaval, Davidsbündlertänze, Nachtstücke (Philips Classics)

### Schüler

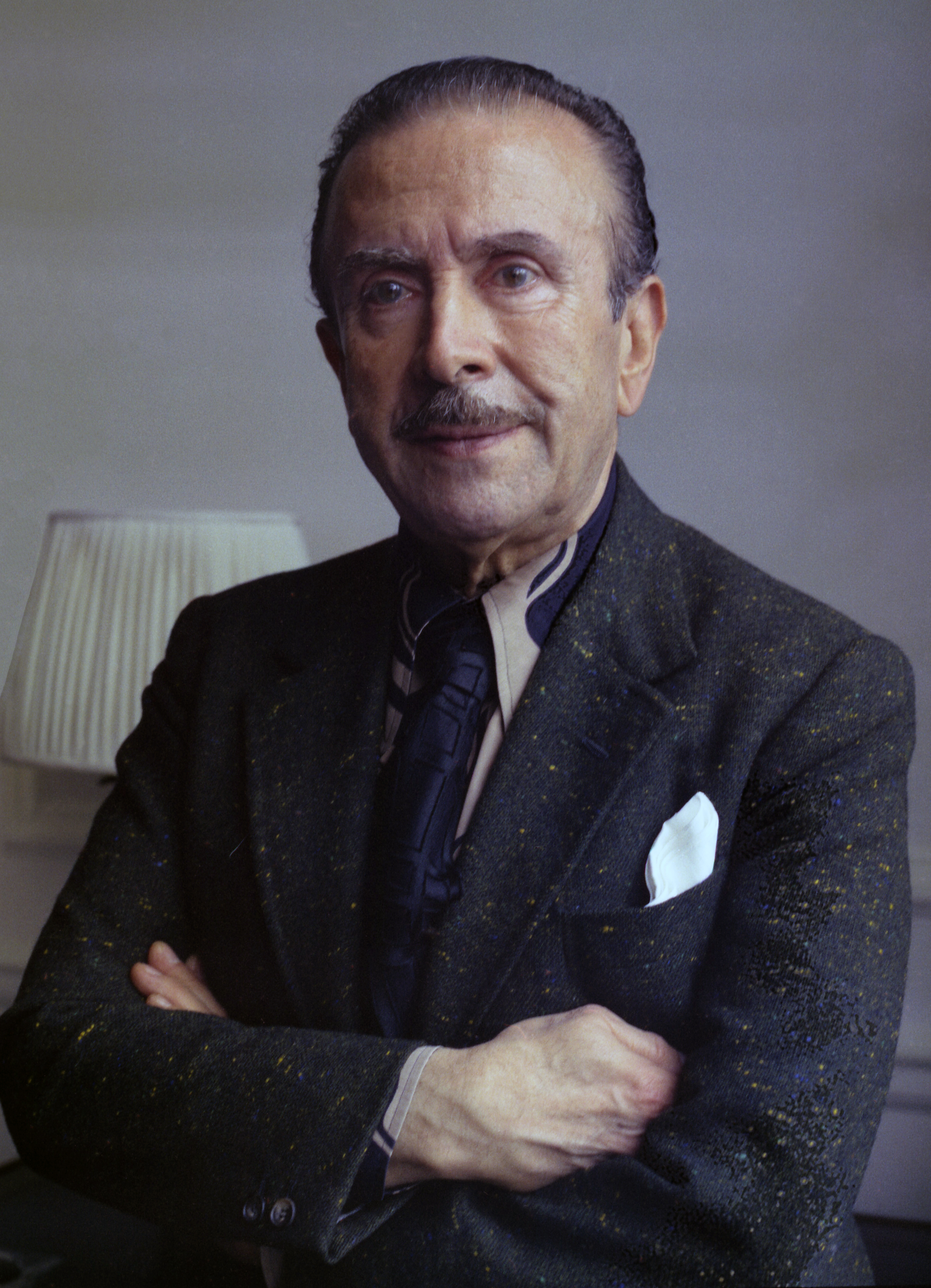
Claudio Arrau (1974)

Arrau gab während seiner gesamten Karriere immer wieder Unterricht; davon zeugt eine große Anzahl von Schülern (u. a. Karlrobert Kreiten, Donald Sutherland, Rafael de Silva, Roberto Szidon, Garrick Ohlsson, Heinz Zimbehl, Greville Rothon, Philip Lorenz und Wolfgang Leibnitz).
Die Pianistin Victoria von Arx, Dozentin an der University at Albany, hat im Jahr 2014 ein Buch über den Klavierunterricht von Claudio Arrau vorgelegt. Das Material hatte sie vor allem bei Befragungen von noch lebenden Schülern Arraus gesammelt, außerdem wertete sie Tonbandaufzeichnungen von Unterrichtsstunden und Videos von Arraus Klavierspiel aus. Sie war auch selbst Schülerin von zwei Arrau-Schülern gewesen. Laut von Arx wuchs die Schar der Schüler Arraus dank seines idealistischen Engagements als Lehrer ständig an und umfasste neben professionellen Pianisten auch Anfänger und Amateure, insgesamt Musiker aus „mindestens drei Generationen“. Arrau habe als Lehrer durchweg die Bedeutung von künstlerischem Ausdruck, Geisteskraft und Kreativität hervorgehoben und die sensationelle Wirkung der Virtuosität heruntergespielt.

### Arrau als Herausgeber
Arrau gab bei der Edition Peters die Klaviersonaten Beethovens als zweibändige Urtextausgabe heraus. Die Arbeit an der Herausgabe, die unter der Mitarbeit seines Schülers und Assistenten Philip Lorenz durchgeführt wurde, dauerte von 1969 bis 1978. Der 1. Band (Sonaten 1–15) erschien 1973, der zweite Band (Sonaten 16–32) 1978. Die Ausgabe ist nach den heutigen Prinzipien eines Urtextes gestaltet, insofern alle Zusätze des Herausgebers als solche gekennzeichnet sind. Während spezielle Hinweise zu Dynamik und Phrasierung mit Sonderzeichen im Notentext selbst erscheinen, sind andere aufführungspraktische Anmerkungen zu den einzelnen Sonaten, wie Metronomangaben oder Vorschläge zu einer historisch richtigen Ausführung der Verzierungen jeweils als Anhang am Schluss der Bände verzeichnet.
Da von Beethoven nur spärliche Hinweise auf den Fingersatz erhalten sind, ergänzte Arrau sie mit seinen eigenen Fingersätzen. Die Fingersätze Arraus unterscheiden sich wesentlich von denen der anderen Ausgaben. Sie spiegeln Arraus Pianistik wider und viele sind ohne Kenntnis seiner Technik schwer zu verstehen. Dazu gehören seine Anschauungen über den Einsatz des Armgewichtes, der Lockerheit des gesamten Körpers, verschiedene Bewegungsformen wie Rotations-, Kreis- und Vibrationsbewegungen, die Bedeutung des Daumens und seine Überzeugung, dass die Fingerbewegungen nie unabhängig vom Arm zu sehen sind. Zu den besonderen Merkmalen des Arrauschen Fingersatzes gehört vor allem das systematische Auslassen des vierten Fingers in der Folge 3-4-5 und der oftmalige Ersatz des vierten Fingers durch den dritten bei Doppelgriffen und Akkorden, weil der vierte Finger nach Arraus Meinung zu schwach und nicht beweglich genug ist. Die Finger werden nach ihren physiologischen Gegebenheiten eingesetzt, um in Verbindung mit den erforderlichen Hand- und Armbewegungen eine möglichst große Klarheit im technischen und musikalischen Ausdruck zu erzielen. Das ist eine radikale Abkehr von der älteren Klaviermethodik, die glaubte, durch häufigen Einsatz die schwachen Finger ebenso starkmachen zu können wie die starken, eine Unmöglichkeit, wie die
Physiologie lehrt und schon von Chopin erkannt wurde, der auch die Finger nach ihren physiologischen Voraussetzungen einsetzte. Das führt oft zu eigenwilligen Fingersätzen, die vom Benutzer der Arrau-Ausgabe nur dann sinnvoll verwendet werden können, wenn die dahinterstehenden Prinzipien Arraus beachtet werden. Arrau war sich der Eigentümlichkeit seiner Fingersätze wohl bewusst und es kam vor, dass er bei der Arbeit ausrief: „Wie soll ein Mensch verstehen, wie das auszuführen ist? Das muss ja völlig verrückt wirken“. Aus diesem Grund setzte Arrau manchmal seine eigenen Fingersätze in Klammern und gab als Alternative den sogenannten Normalfingersatz an.

## Auszeichnungen (Auswahl)
- 1911: Staatliches Stipendium für ein zehnjähriges Studium in Deutschland
- 1915: Gustav-Hollaender-Medaille für junge Künstler
- 1915: Erster Preis beim Rudolph-Ibach-Wettbewerb (Arrau war der einzige männliche Bewerber)
- 1917: Sachsen-Gothaische Medaille
- 1918: Abschluss des Studiums am Stern’schen Konservatorium mit Auszeichnung
- 1919: Liszt-Preis
- 1920: Liszt-Preis
- 1925: Ehrenpreis des Stern’schen Konservatoriums, Anstellung als Professor des Konservatoriums
- 1927: Grand Prix beim Internationalen Pianistenwettbewerb in Genf (Jury: Arthur Rubinstein, Josef Pembauer, Ernest Schelling, Alfred Cortot, José Vianna da Motta)[16]
- 1941: Hijo Ilustre de Chillán (wörtlich: „Berühmter Sohn von Chillán“)
- 1949: Hijo Predilecto (Ehrenbürger) von Mexiko; Ehrendoktor der Universidad de Chile
- 1958: Medaille der Royal Philharmonic Society
- 1959: Ehrenbürger von Santiago; Ehrenbürger von Concepción, Goldmedaille von Concepción; Hijo Benemérito („Verdienstvoller Sohn“) von Chillán, Umbenennung einer Straße in Chillán nach Claudio Arrau
- 1965: Chevalier des französischen Ordre des Arts et des Lettres
- 1969: Ehrenmitgliedschaft im Beethoven-Haus Bonn
- 1970: Großes Bundesverdienstkreuz
- 1980: Hans-von-Bülow-Medaille der Berliner Philharmoniker (zum 60. Jubiläum von Arraus Debüt mit den Berliner Philharmonikern)
- 1982: Orden vom Aztekischen Adler
- 1983: Internationaler Musikpreis der UNESCO; Mitglied der Ehrenlegion in Frankreich; Nationaler Kunstpreis von Chile; Ehrenmitglied der Robert-Schumann-Gesellschaft; Ehrendoktor der University of Oxford; Ehrung als Commandatore der Accademia Nazionale di Santa Cecilia; Ritter des Malteserordens; Beethoven-Medaille von New York; Philadelphia Bowl of Philadelphia
- 1984: Höchste Auszeichnung des Inter-American Music Council und der Organisation Amerikanischer Staaten; Ehrendoktor der Universidad de Concepción; Ehrenprofessur der Universität Bío-Bío in Concepción
- 1988: Teresa-Carreño-Medaille von Venezuela; Ehrenmitglied der Royal Philharmonic Society
- 1990: Goldmedaille der Royal Philharmonic Society